# El Rincón (Veraguas)
El Rincón è un comune (corregimiento) della Repubblica di Panama situato nel distretto di Las Palmas, provincia di Veraguas. Si estende su una superficie di 82,7 km² e conta una popolazione di 2.574 abitanti (censimento 2010).